# Julius Oertling
Julius Oertling (14. Januar 1833 – 1910) war ein deutscher Violinist, Dirigent und Komponist.

## Leben
Oertling wurde in Berlin geboren, als Sohn von Johann August Daniel Örtling, einem Mechaniker, der einst für Alexander von Humboldt arbeitete. Oertling war ein Schüler von August Zimmermann. Ab 1854 begann er, regelmäßig Quartett-Konzerte in Berlin zu organisieren. 1865 wurde er zum Stadtmusikdirektor von Frankfurt an der Oder ernannt und erhielt 1874 den Titel des königlichen Musikdirektors. Von 1877 bis 1892 war Oertling Direktor der Städtischen Kapelle in Krefeld. 1882 gründete er die Crefelder Musikschule und widmete sich später vollständig der Musikschule und der Leitung des Krefelder Sängerbundes, eines lokalen Chorgesangsvereins. Oertling zog 1896 nach Wiesbaden, wo er seine musikalischen Aktivitäten fortsetzte, insbesondere als Direktor des Männergesang-Vereins Concordia. Er starb 1910 in Berlin und hinterließ einen Sohn, August, geboren 1858.
Oertling war als fähiger Solist bekannt und komponierte für die Violine. Seit seiner Position in Krefeld verlagerten sich die Schwerpunkte seiner Kompositionen auf Vokalmusik, darunter Lieder und Stücke für Männerchor.